# 이천 (고려 무신)
이천(李仟, ? ~ ?)은 고려 중기의 무신이다. 본관은 전의(全義)이며, 시조 이도의 6대손이다. 《고려사》에는 이천(李阡)이라는 이름으로 기록되어 있다.

## 생애
1231년에 몽골 제국이 고려의 서해안 일대 여러 섬을 매년 침입 점령하고 백성들을 인질로 삼고 국토를 공격하고 있었다. 1256년(고종 43) 고종은 응양대장군 이천에게 몽고 군을 남도(南道)에서 외침을 막고 해상작전을 감행하여 물리치도록 명하였다. 이천은 특수 잠수선을 만들어 특공 수병 200여명을 거느리고 몽고 군이 점령 주둔한 아산만 해역을 기습 공격하여 몽고 군 적장 차라대가 거느리고 있는 몽고 군 수백 명을 사살하고 격퇴시켰다. 그리고 몽고군에게 포로로 납치되어 있던 백성 남녀 100여명을 구해내고 아산만과 온수현(온양)을 평정시켰다. 몽고군을 아산만에서 격퇴시키고 고려군은 계속해서 호남 서해안 일대 수전에서 몽고군을 공격하여 물리쳤다. 당시 장군(將軍)으로서 주사(舟師, 수군) 200명을 이끌고 남도로 몽고병을 막으러 갔으며, 온수현(溫水縣)에서 적 수십 급을 베고, 사로잡혔던 고려인 남녀 100여 명을 구출하였다.이천 장군의 활약으로 몽고군을 지휘하던 차라대는 고려 서해안 일대 해전에서 패전을 거듭하고 급기야 몽고로 후퇴하고 말았다. 이에 당시 집권자였던 최항(崔沆)이 그의 사졸에게 은 6근을 상으로 내렸다.
후에 관직이 응양군대장군(鷹揚軍大將軍)·지예부사(知禮部事)에 이르렀다.

## 가족
- 증조 - 이문경(李文景)[5] : 천우위대장군(千牛衛大將軍)
  - 조부 - 이윤관(李允寬)[5] : 형부시랑(刑部侍郎)
    - 아버지 - 이순(李順)[5] : 보승별장(保勝別將)
    - 어머니 - 중랑장(中朗將) 채충(蔡沖)의 딸[5]
      - 첫째 부인 - 문하시랑평장사(門下侍郞平章事) 김기손(金起孫, ? ~ 1268년)의 딸[6]
        - 장남 - 이자원(李子源)[4] : 직문한서(直文翰署), 증(贈) 대사성(大司成), 이언충(李彦冲, 1273년 ~ 1338년)의 아버지
        - 차남 - 이혼(李混, 1252년 ~ 1312년)[4] : 초명 이자분(李子芬), 도첨의정승(都僉議政丞), 문장공(文莊公)

      - 둘째 부인 - 중랑장 장인기(張仁起)의 딸[5]
        - 3남 - 이자화(李子華)[7] : 지밀직사사(知密直司事)·선부전서(選部典書), 이구직(李丘直, 1339년 ~ 1394년)의 증조

※이외에도 상호군(上護軍) 황준(黃俊)에게 시집간 딸이 있었는데, 어머니가 누구인지는 불명이다.

## 기타
- 1992년 10월 29일 우리나라에서 처음으로 국산 수중 공격용 해군 잠수함을 건조하였고 1994년 5월에 진수하였다. 이 해군 잠수함의 이름을 이천 잠수함이라고 이름을 지었다. 이천 잠수함으로 지은 것은 고려 고종 43년인 1256년1월 여몽전쟁(麗蒙戰爭) 때 20여 척의 전선과 200여 명의 수군으로 아산 근해에서 몽골군을 물리친 이천(李阡)의 이름을 땄다. 1982년부터 잠수함 사업을 본격적으로 추진함에 따라 1989년 11월 건조에 착수, 1992년 10월 진수하였다. 1,200t급으로 수중 최대속도는 북한이 보유하고 있는 항속 16kn의 위스키(Whisky)급, 로미오(Romeo)급보다 약 2배 정도 빠르며, 어뢰와 기뢰 등을 장착, 속도 ·성능면에서 북한의 잠수함보다 우수한 것으로 평가되고 있다. 30여 명의 승무원을 태우고 약 2개월 동안 단독 작전수행이 가능하다.  이천함은 지난 1992년 거제도 대우조선소에서 건조돼 94년 취역, 항해를 시작한 후 단 한 차례의 사고도 없이 10만 마일을 항해했는데 10만 마일은 4만77km인 지구둘레의 네 바퀴 반에 해당하는 거리다. 그동안 이천함은 서태평양훈련(TANDEM THRUST), 한·미 잠수함 대 잠수함 훈련(SUBEX), 호국훈련 등 각종 합동훈련과 대잠전훈련 등 수십 차례의 실전적 훈련을 성공적으로 완수해 한국 해군 잠수함의 우수성을 전 세계에 알리는 첨병 역할을 해 왔다. 특히 지난 99년 서태평양훈련에서는 단 한 발의 어뢰로 두께 20cm의 철갑으로 건조된 1만2000톤급 미 퇴역 순양함 오클라호마시티함을 격침했다. 당시 이천함은 훈련에 참가한 각국 해군 관계자들로부터 아낌없는 찬사를 받은 것은 물론 일발·명중·격침(One Shot! One Hit! One Sink!)이라는 잠수함 전투신조를 탄생시켜 각종 언론의 대대적인 조명을 받았다.